# Montigny-les-Monts
Montigny-les-Monts är en kommun i departementet Aube i regionen Grand Est (tidigare regionen Champagne-Ardenne) i nordöstra Frankrike. Kommunen ligger  i kantonen Ervy-le-Châtel som ligger i arrondissementet Troyes. År 2022 hade Montigny-les-Monts 250 invånare.

## Befolkningsutveckling
Antalet invånare i kommunen Montigny-les-Monts
Referens: INSEE